# Хумм, Фабьенн
Фабьенн Валери Хумм (нем. Fabienne Valérie Humm; род. 20 декабря 1986, Цюрих) — швейцарская футболистка, полузащитник клуба «Цюрих» и сборной Швейцарии.

## Карьера
На взрослом уровне играет с 2006 года. В отличие от многих подруг по команде не является профессиональной футболисткой.
С 2009 года выступает за «Цюрих», в составе которого шесть раз выиграла чемпионат Швейцарии.

### Сборная
За сборную дебютировала в мае 2012 года в игре с Ирландией.
На чемпионате мира 2015, в матче с Эквадором, сделала самый быстрый хет-трик в истории женских мировых первенств.
Завершила выступления за сборную после чемпионата Европы 2017.
Также играет за сборную страны по пляжному футболу.

## Достижения
«Цюрих»
- Чемпионка Швейцарии: 2010, 2012, 2013, 2014, 2015, 2016
- Обладательница Кубка Швейцарии: 2012, 2013, 2015, 2016

Швейцария
- Обладательница Кубка Кипра: 2017